# Founders Peaks
Founders Peaks är en bergstopp i Antarktis. Den ligger i Västantarktis. Chile gör anspråk på området. Toppen på Founders Peaks är 1 563 meter över havet.
Terrängen runt Founders Peaks är kuperad åt sydväst, men åt nordost är den platt.  Trakten är obefolkad. Det finns inga samhällen i närheten. 